# Chikkalavathi, Shikarpur
Chikkalavathi là một làng thuộc tehsil Shikarpur, huyện Shimoga, bang Karnataka, Ấn Độ.